# Baraja italiana
Los naipes (carte da gioco) han estado en Italia desde finales del siglo XIV. Hasta finales del siglo XIX, Italia estaba compuesta por muchos estados independientes más pequeños o bajo ocupación extranjera, lo que dio lugar al desarrollo de diversos modelos regionales de naipes de juego; los "naipes italianos propiamente dichos" normalmente solo se refieren a los naipes originarios del noreste de Italia en torno a la antigua República de Venecia, que se limitan en gran medida al norte de Italia, partes de Suiza, Dalmacia y el sur de Montenegro. En otras partes de Italia se utilizan tradicionalmente variantes locales tradicionales de palos españoles, palos franceses o palos alemanes.
| Palos (Bergamasche) |        |       |        |         |
| Nombre italiano     | Spade  | Coppe | Denari | Bastoni |
| Traducción          | Espada | Copa  | Moneda | Bastón  |

Como los naipes de palos latino, los naipes de palos italiano y español utilizan espadas (pala), copas (coppe), monedas (denari) y bastos (bastoni). Todas las barajas de palos italianas tienen tres caras por palo: el fante (bribón), el cavallo (caballero) y el re (rey), a menos que se trate de una baraja de tarot, en cuyo caso se inserta una donna o regina (reina) entre el cavallo y el re.
Los juegos más populares incluyen Scopa, Briscola, Tressette, Bestia, y Sette e mezzo.

## Historia
Los naipes llegaron del Egipto mameluco durante la década de 1370. Los naipes mamelucos usaban palos de copas, monedas, espadas y palos de polo. Como el polo era un deporte poco conocido, los italianos los cambiaron por bastones. Italia era un conjunto de pequeños estados, por lo que cada región desarrolló sus propias variaciones. El sur de Italia estaba bajo una fuerte influencia española, por lo que sus naipes se parecen mucho a los de España. Los palos del norte de Italia usaban espadas curvas en vez de rectas y sus palos son bastones ceremoniales en vez de garrotes. Las espadas y los palos también se cruzan, a diferencia de sus homólogos españoles.
Los naipes de tarot fueron inventados a principios del siglo XV en el norte de Italia como un palo permanente de triunfos (trionfi). Los naipes de palo italiano rara vez se encuentran fuera del norte de Italia. En el pasado, sin embargo, los naipes de tarot basadas en las de Milán, el Tarot de Marsella, se extendieron a Francia y Suiza en el siglo XVI y más tarde a Austria y partes de Alemania Occidental en el siglo XVIII antes de ser reemplazados por tarots de palos franceses durante los siglos XVIII y XIX. En algunos lugares de Suiza, el Tarot suizo 1JJ de traje italiano todavía se utiliza para los juegos.

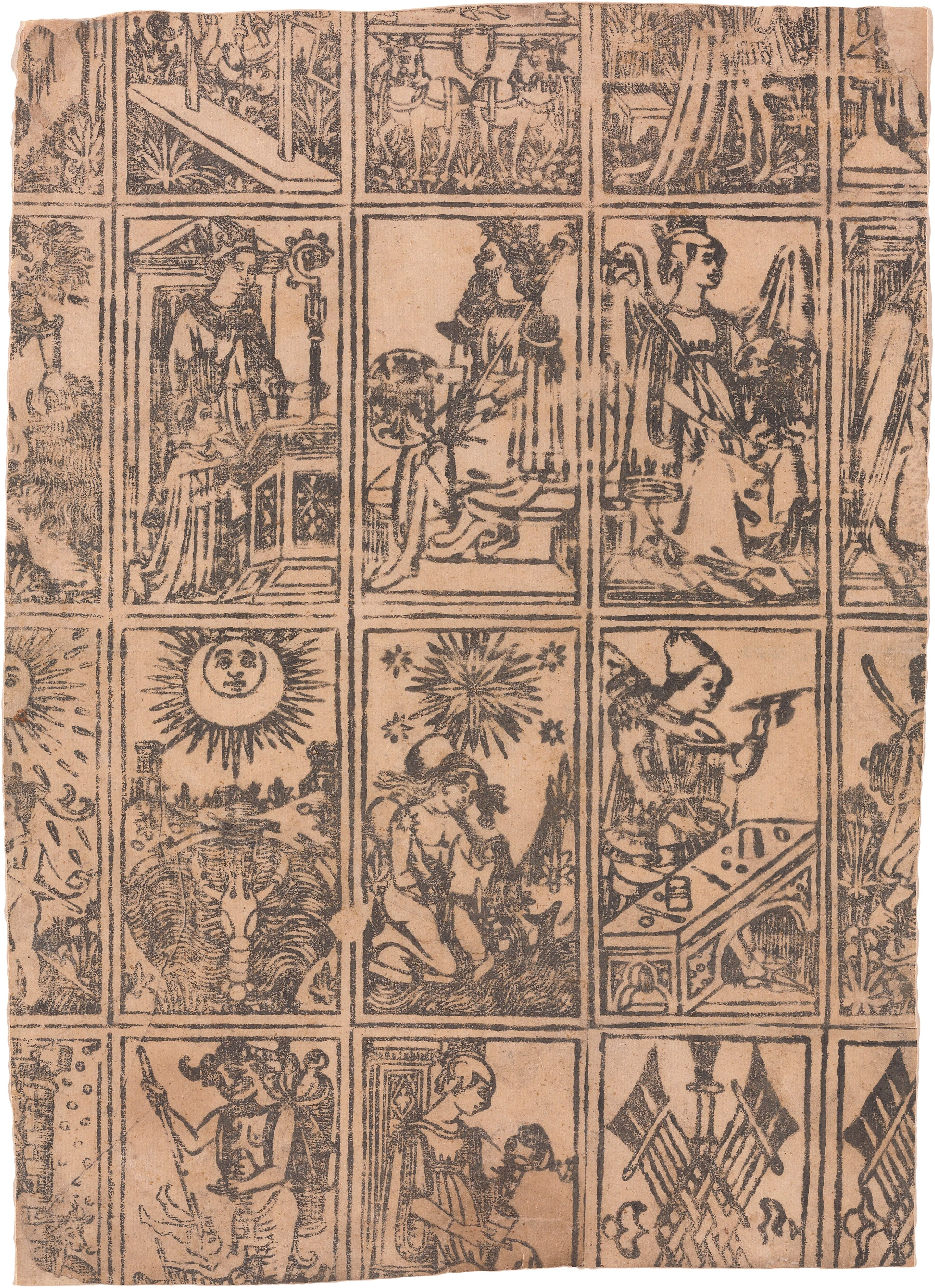
Tarot-cary-collection-ita-sheet-3s-c1500.

El juego veneciano de Trapola también se extendió hacia el norte a Alemania, Austria-Hungría y Polonia hasta desaparecer a mediados del siglo XX. La palabra griega para el naipe de juego, "Τράπουλα", es una transliteración de Trapola. Puede que haya entrado en el idioma griego desde las Islas Jónicas ocupadas por los venecianos durante el siglo XVI. En Corfú, Aspioti-ELKA produjo naipes de patrón veneciano hasta la Guerra Greco-Italiana.
Las barajas de 40 naipes sin los 8, 9 y 10 son el formato más común encontrado en Italia hoy en día. Es el resultado de populares juegos de los siglos XVI y XVII como Primero y Ombre. Desde la segunda mitad del siglo XX, algunos fabricantes italianos han añadido un par de comodines, pero no a los mazos de naipes.

## Sello fiscal
Hasta 1972, todas las barajas de naipes vendidas en Italia tenían que llevar un sello que mostraba que el fabricante había pagado los  impuestos correspondientes. Esto condujo a que la mayoría de los diseños regionales italianos se caracterizaran por tener un naipe en particular (generalmente el As de Monedas) ya sea con un círculo en blanco en el diseño o con una pequeña cantidad de arte en comparación con el resto de la baraja. Además de esto, la mayoría de los estilos regionales españoles tienen el As de Monedas incluyendo un águila. Este estilo de diseño ha persistido, incluso después de la suspensión del requisito del timbre fiscal.

## Barajas de traje italiano
Los diseños de las cartas tradicionales italianas (del norte) están estrechamente relacionados con los españoles, compartiendo los mismos trajes de copas, monedas, espadas y palos. Sin embargo, hay notables diferencias visuales, incluyendo que los palos se dibujan como bastones ceremoniales rectos, en lugar de como garrotes ásperos (o ramas de árbol) como en una baraja de traje español, y que las espadas se curvan como una cimitarra. Además, las copas en los diseños del norte de Italia tienden a ser más angulares, a menudo hexagonales, en oposición a la copa circular con asas en los diseños de traje español.

### Trentino, Bresciano y Bergamasco
Estos tres patrones están estrechamente relacionados, ya que se han formado en estrecha proximidad uno del otro. Se cree que el patrón trentino es el patrón italiano más antiguo que ha sobrevivido y el origen de los patrones de Bresciane y Bergamasche. Las cartas de Trapola también pueden haberse originado a partir de este patrón.
Los naipes Trentino se venden en mazos de 40 o 52 naipes. Al mazo más pequeño le faltan los 8, 9 y 10. El mazo más grande viene con un par de comodines. Todos los Reyes se sientan en tronos y los naipes no son reversibles. Los naipes utilizan solo cinco colores: negro, blanco, rojo, azul y amarillo, lo que ha dado lugar a naipes de cara con pelo azul, amarillo y rojo. Los naipes de pipas de Trentino también tienen números, aunque no siempre en la esquina. Estos naipes son más anchos que las dos de abajo.
La baraja bresciana solo viene en mazos de 52 naipes y no son reversibles. Los naipes son ligeramente más coloridos, añadiendo verde y marrón. Solo el 7 y el 9 de Espadas están numerados y se encuentran dentro de los naipes con número. La baraja Bresciana completa de 52 naipes se usa para el tradicional juego local de la cicera bigia, como alternativa a eliminar los 8, 9 y 10 para crear la baraja estándar italiana de 40 naipes para juegos como la Briscola y la Escoba.
El patrón Bergamasco viene en mazos de 40 naipes solamente. Son reversibles o de doble cabeza, lo que significa que pueden ser puestas al revés. Ninguno de los naipes que no poseen figuras está numerado y se añade color a las caras de los personajes.

### Trevisane y Triestine
La baraja de Trevisane, también conocida como la baraja Trevigiane, Veneciana  o Veneto, viene en mazos de 40 o 52 naipes. El mazo más pequeño no contiene los naipes del 8 a 10 mientras que el más grande a menudo incluye dos comodines para llegar a 54 naipes. Los naipes  de las figuras son reversibles y los naipes de números tienen índices de esquina.
Muy relacionado con esto está el mazo de Triestino, que fue creado a mediados del siglo XIX y que una vez estuvo disponible en mazos de 52  naipes, pero ahora solo se venden en mazos de 40 naipes, aunque se han eliminado los valores 8 a 10, los naipes con figuras siguen estando numerados del 11 al 13. Los naipes son reversibles, con cada mitad separada por una caja de texto blanca que etiqueta el naipe. Esta es la única baraja en la que tanto los naipes con rostro como los naipes con números están numerados, aunque no siempre en la esquina. Este patrón también se encuentra en la costa de Croacia, correspondiendo con el Stato da Màr de la República de Venecia.